# Ситапур (округ)
Ситапур (англ. Sitapur) — округ в индийском штате Уттар-Прадеш. Административный центр — город Ситапур. Площадь округа — 5743 км². По данным всеиндийской переписи 2001 года население округа составляло 3 619 661 человек. Уровень грамотности взрослого населения составлял 48,32 %, что ниже среднеиндийского уровня (59,5 %).